# آلبیون موتورز
آلبیون موتورز (انگلیسی: Albion Motors) شرکت خودروسازی اسکاتلندی بود، که در سال ۱۸۹۹ تأسیس و در سال ۱۹۷۲ منحل شد.